# Hortus Botanicus Lovaniensis

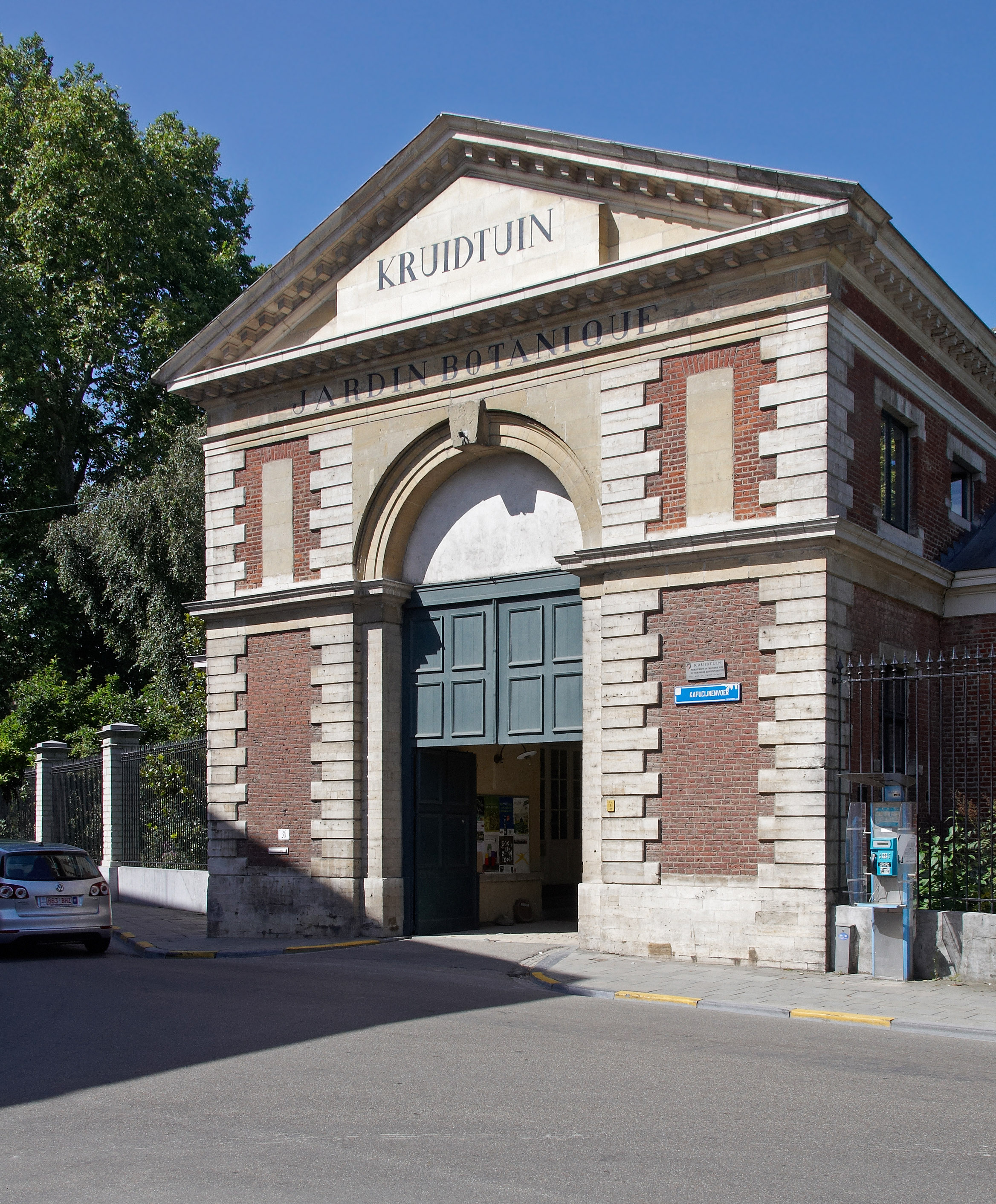
Ingang van de kruidtuin

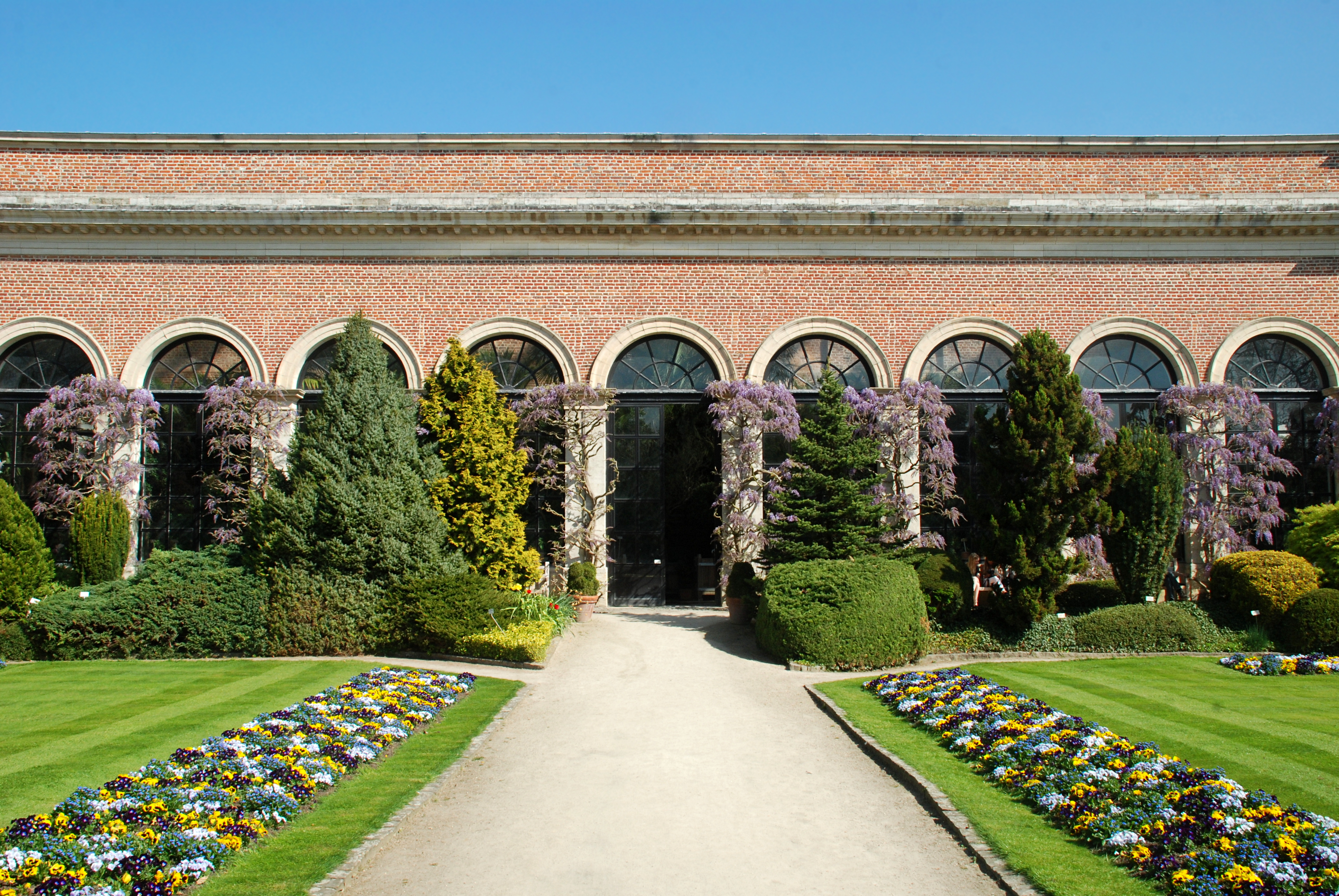
De oranjerie

De Hortus Botanicus Lovaniensis, beter bekend als de Kruidtuin, is een botanische tuin, gelegen tussen de Kapucijnenvoer en de Heilige Geeststraat in Leuven.

## Geschiedenis
Een eerste botanische tuin werd op initiatief van rector Henri-Joseph Rega vanaf 1738 aangelegd op een terrein tussen de Dijle en de Voer. Van deze oorspronkelijke locatie in de Minderbroedersstraat rest thans nog de classicistische toegangspoort uit 1771, ontworpen door Laurent-Benoit Dewez.
Na de oprichting van de Rijksuniversiteit Leuven werd de te klein geworden tuin verplaatst naar de overkant van de Kapucijnenvoer. Tot de Franse Revolutie stond op deze plek het klooster van de Kapucijnen; dit klooster bevatte een grote moestuin langs de Voer.
De tuin werd aangelegd door de tuinarchitect Guillaume Rosseels, onder het wetenschappelijke toezicht van de Duitse botanicus Franz-Joseph Adelmann. Hofarchitect Charles Vander Straeten ontwierp het toegangsgebouw en de oranjerie. Bij de opheffing van de Rijksuniversiteit in 1835 werd de tuin overgedragen aan het stadsbestuur van Leuven.
Vandaag de dag bevindt zich op een oppervlakte van ca. 2,2 ha een uitgebreide verzameling bomen, heesters en struiken. Naast de verzameling kruidachtige planten, kruiden, water- en kuipplanten, stelt een serrecomplex (450 m²) een verscheidenheid van tropische en subtropische soorten tentoon.
Geregeld vinden er tentoonstellingen plaats in de oranjerie, in het poortgebouw en in openlucht. De botanische tuin, die in het centrum van de universiteitsstad Leuven ligt, is op didactisch, economisch, wetenschappelijk en recreatief vlak zeer belangrijk.
Bij koninklijk besluit werd de oranjerie in 1976 als monument en de hele kruidtuin als landschap gerangschikt. De botanische tuin is aangesloten bij Botanic Gardens Conservation International, een non-profitorganisatie die botanische tuinen samen wil brengen in een wereldwijd samenwerkend netwerk om te komen tot het behoud van de biodiversiteit van planten.

## Foto's

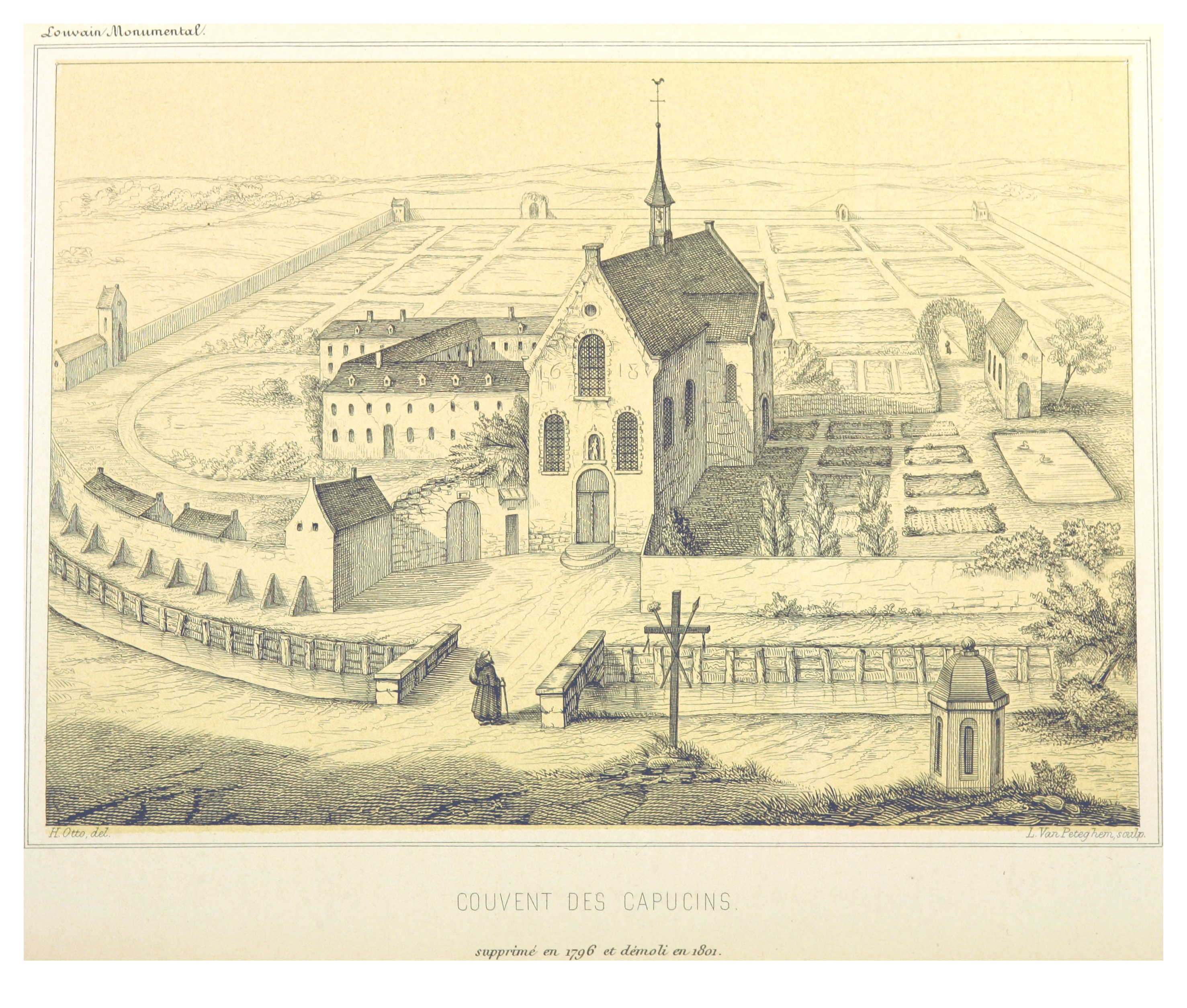
Voormalig Kapucijnenklooster met tuin langs de rivier de Voer
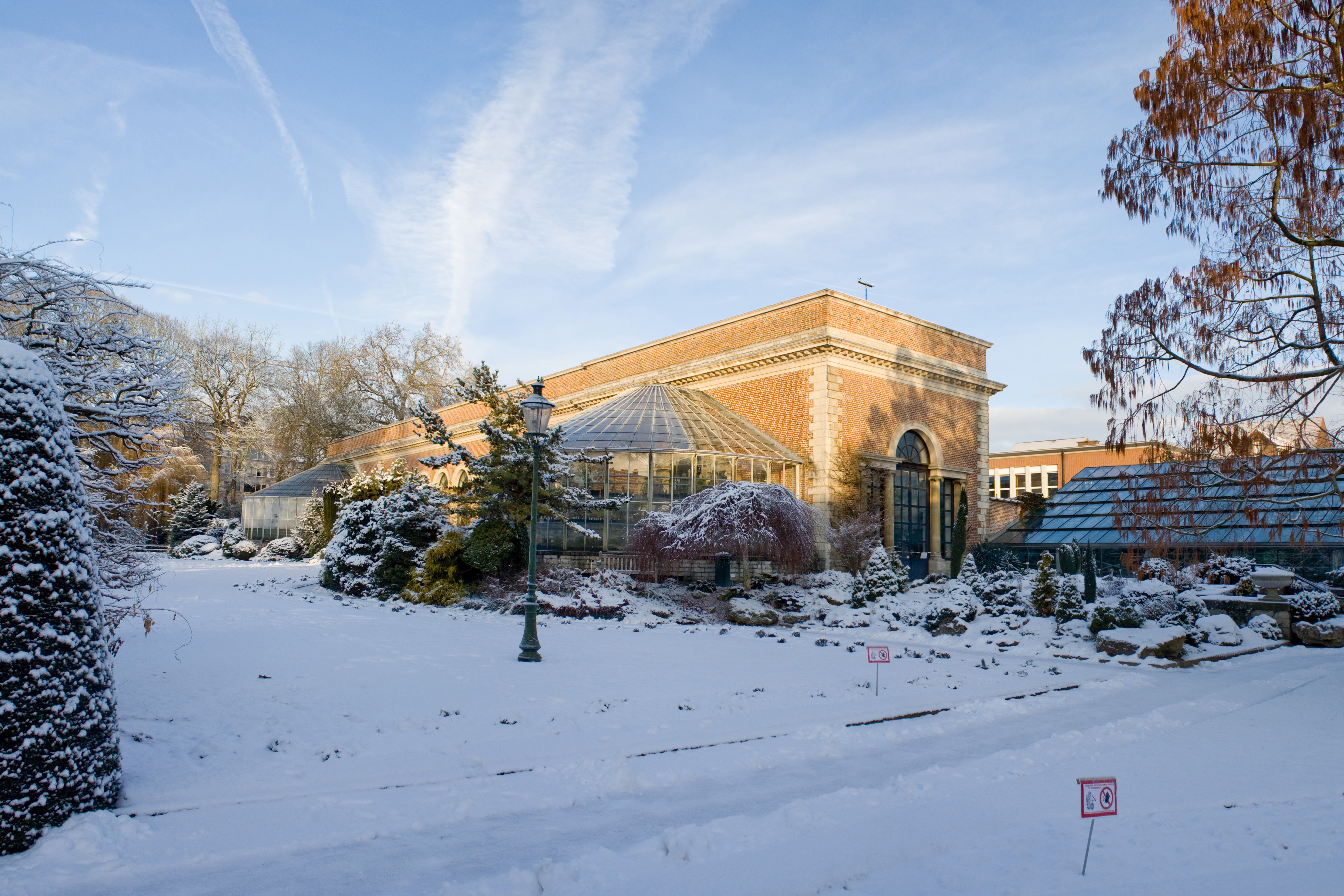
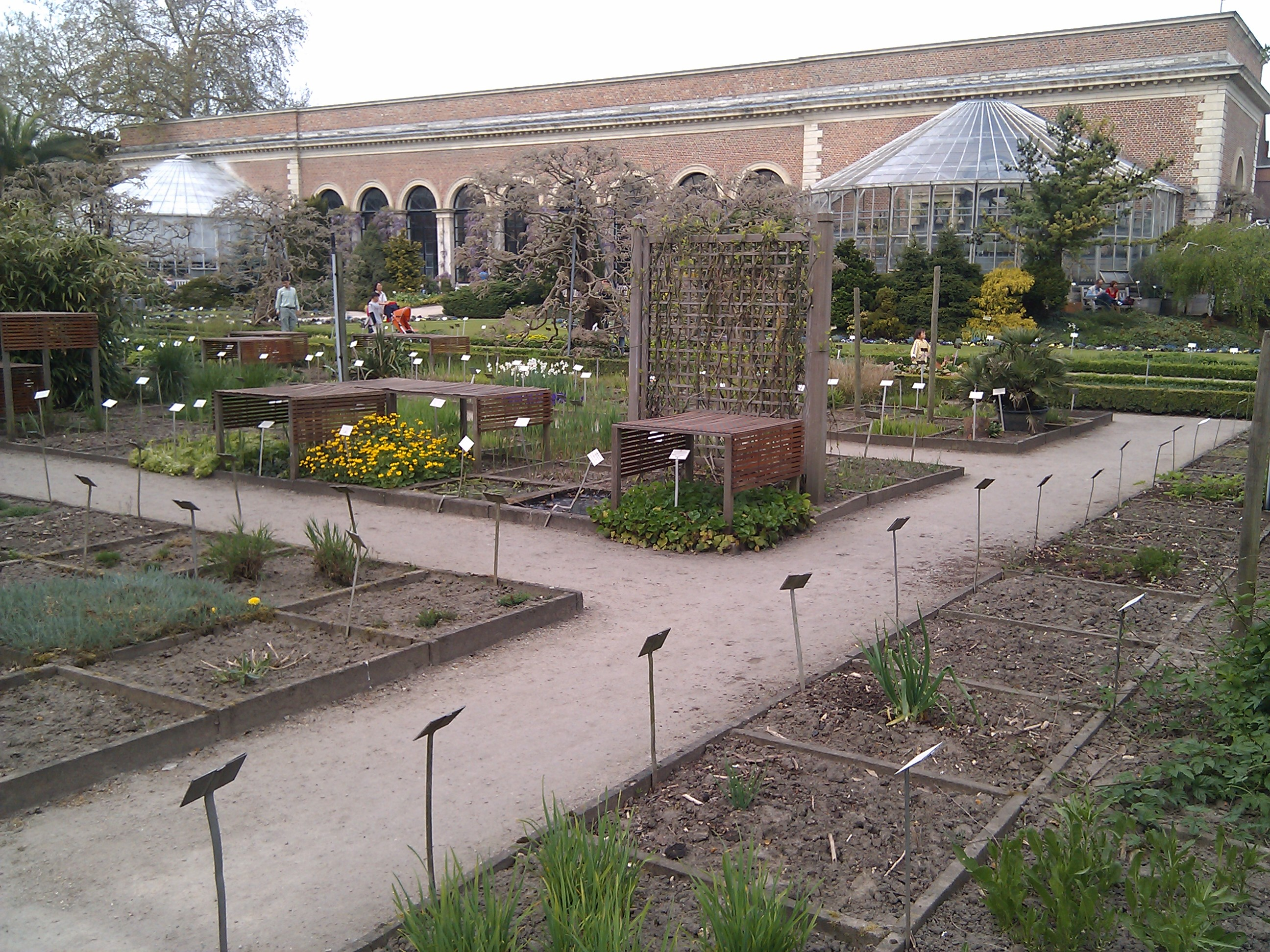
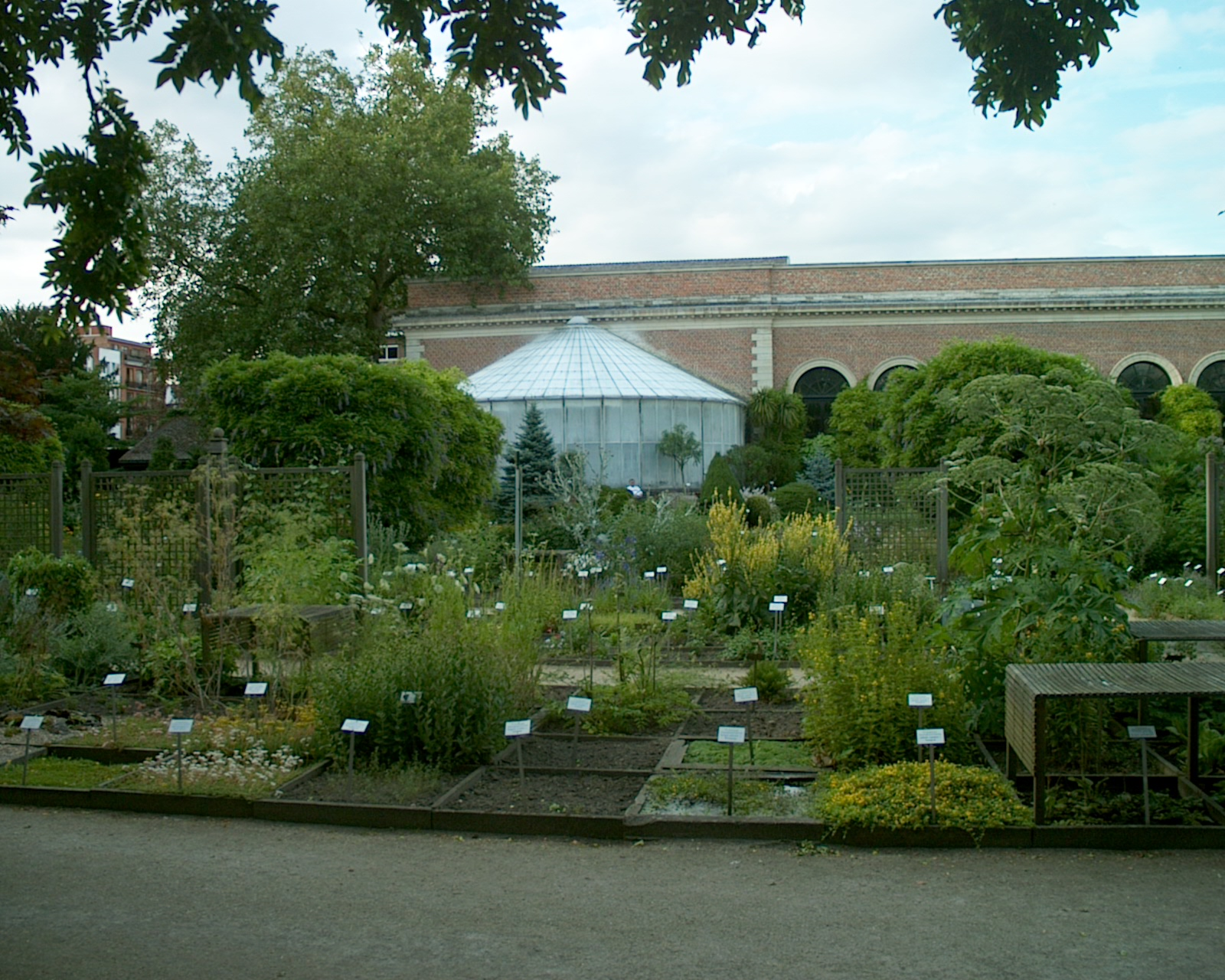
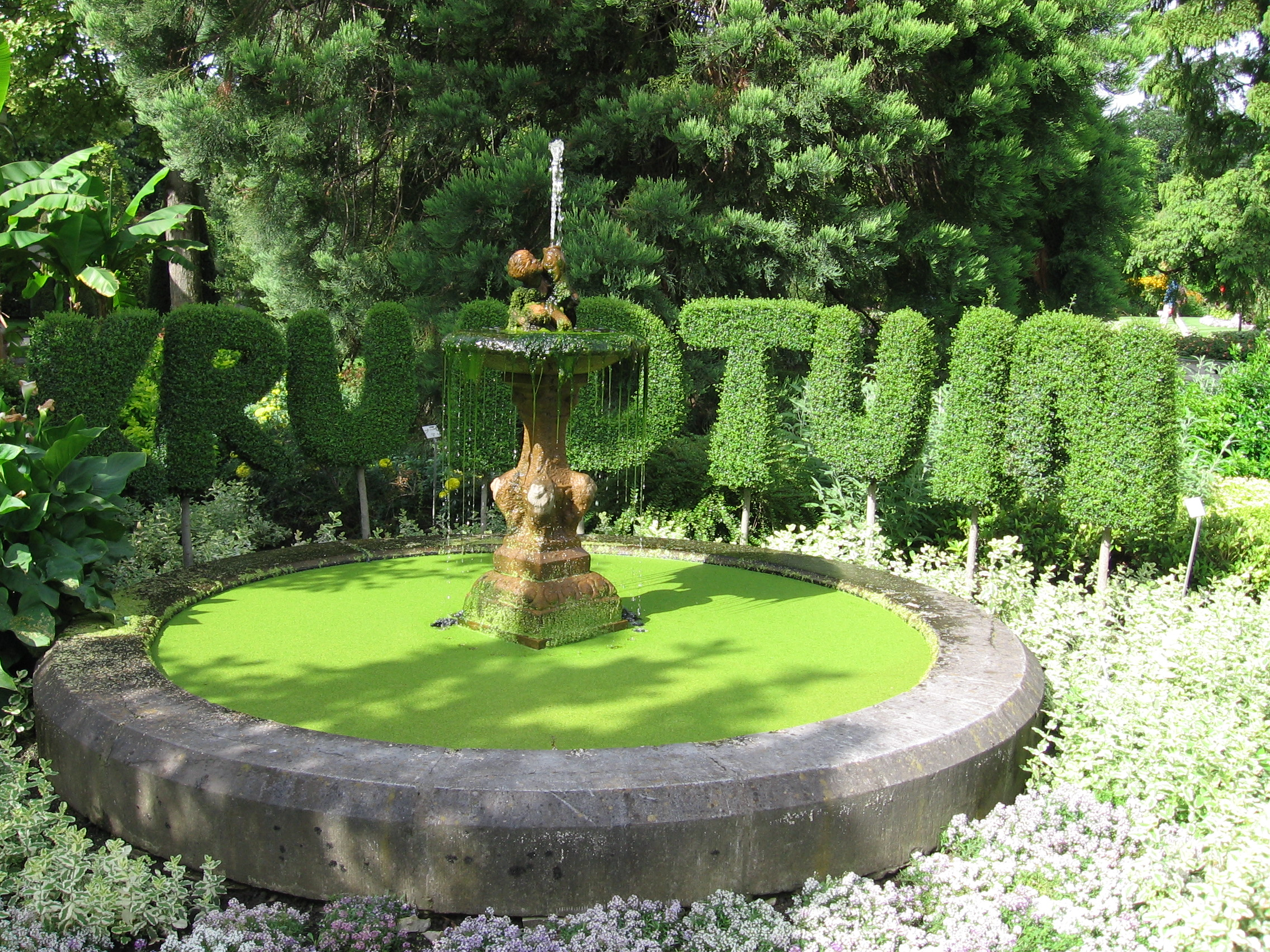
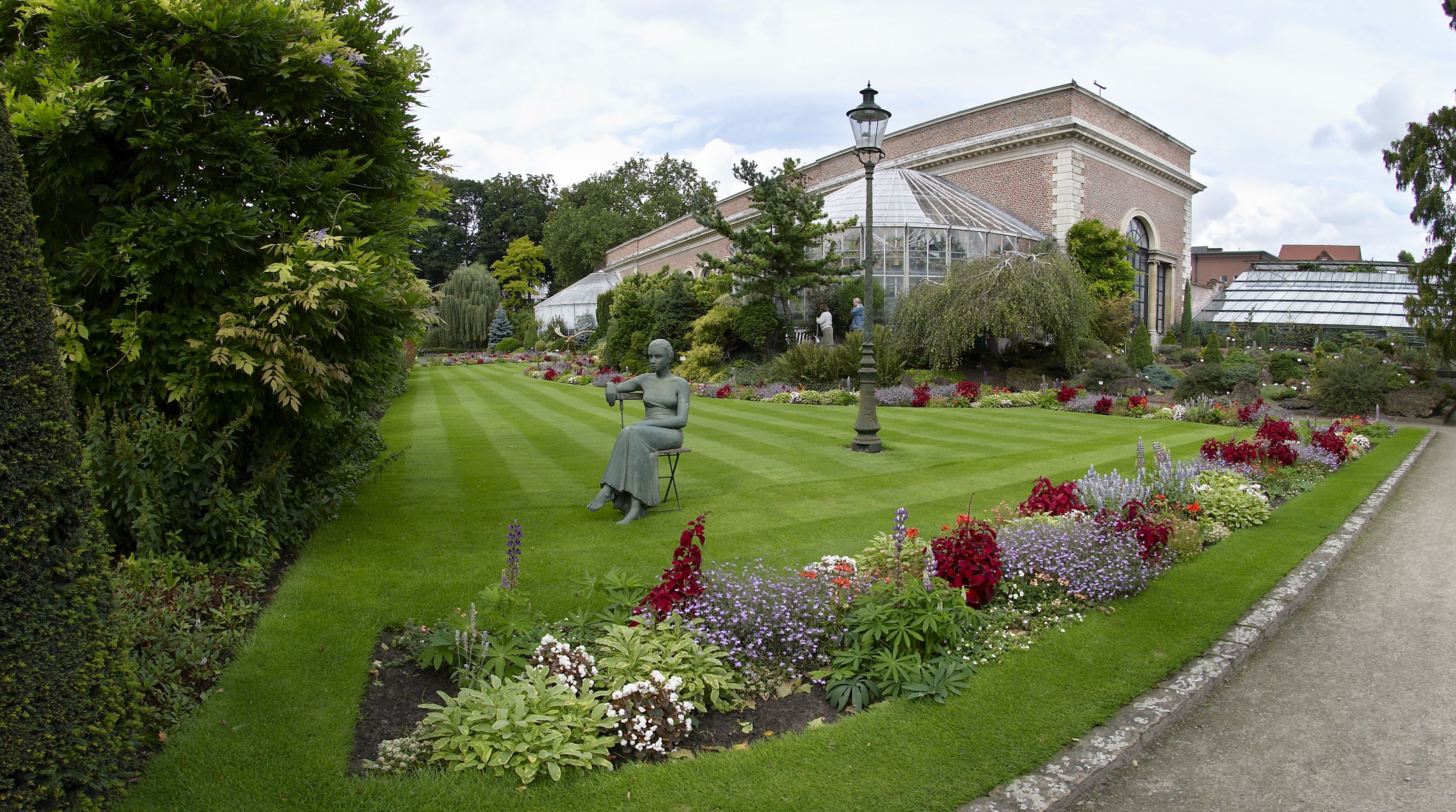
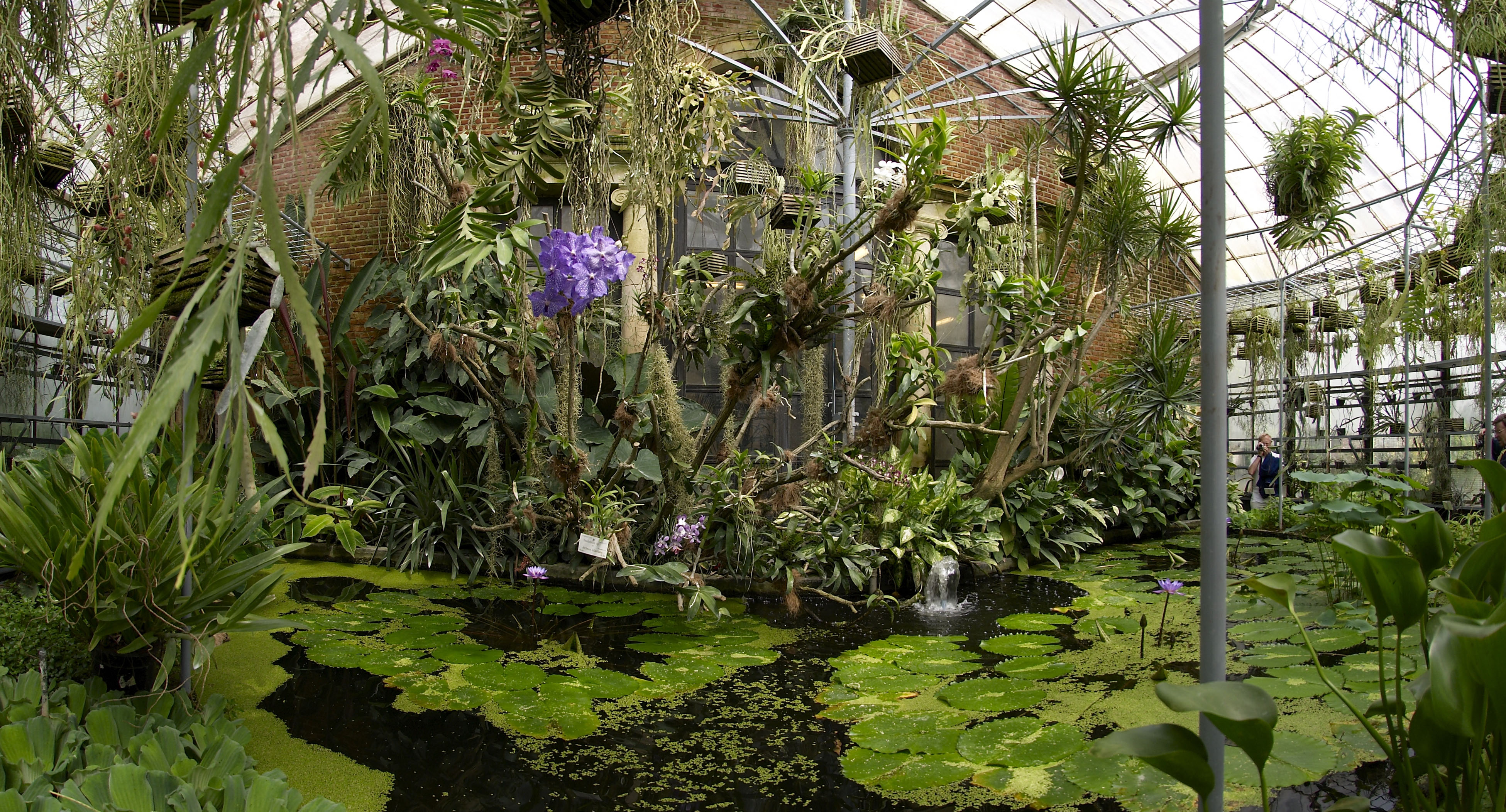
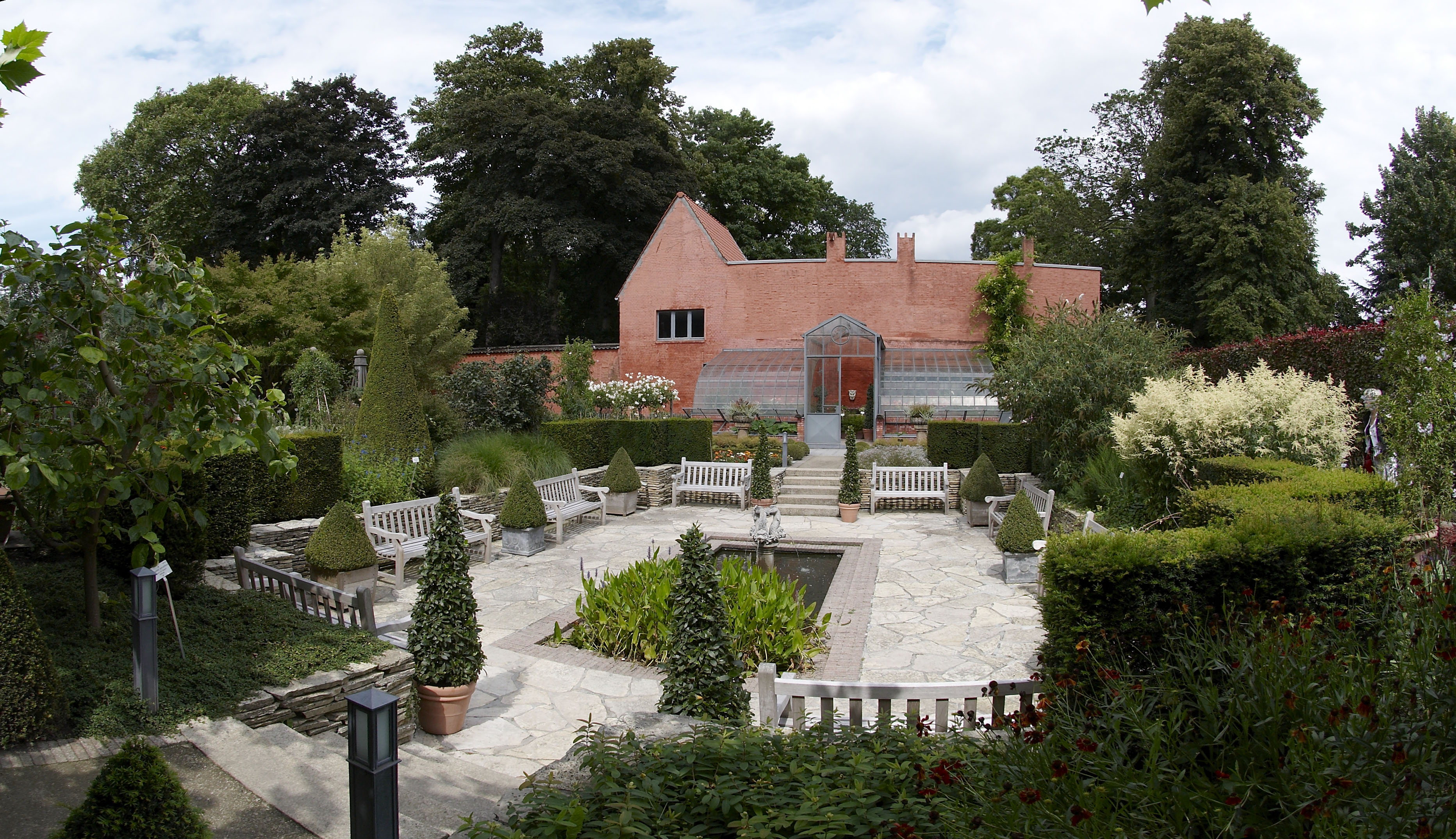
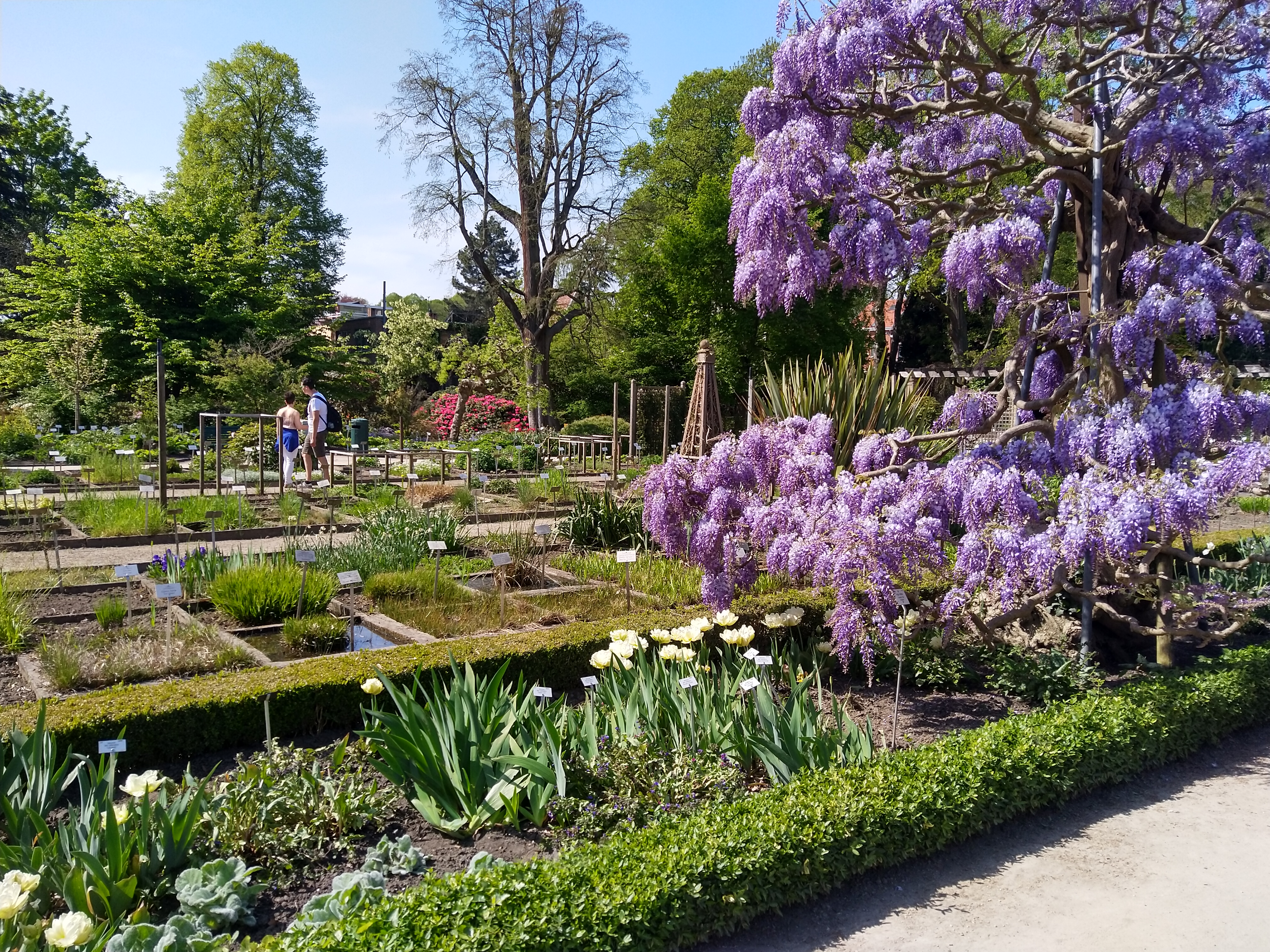
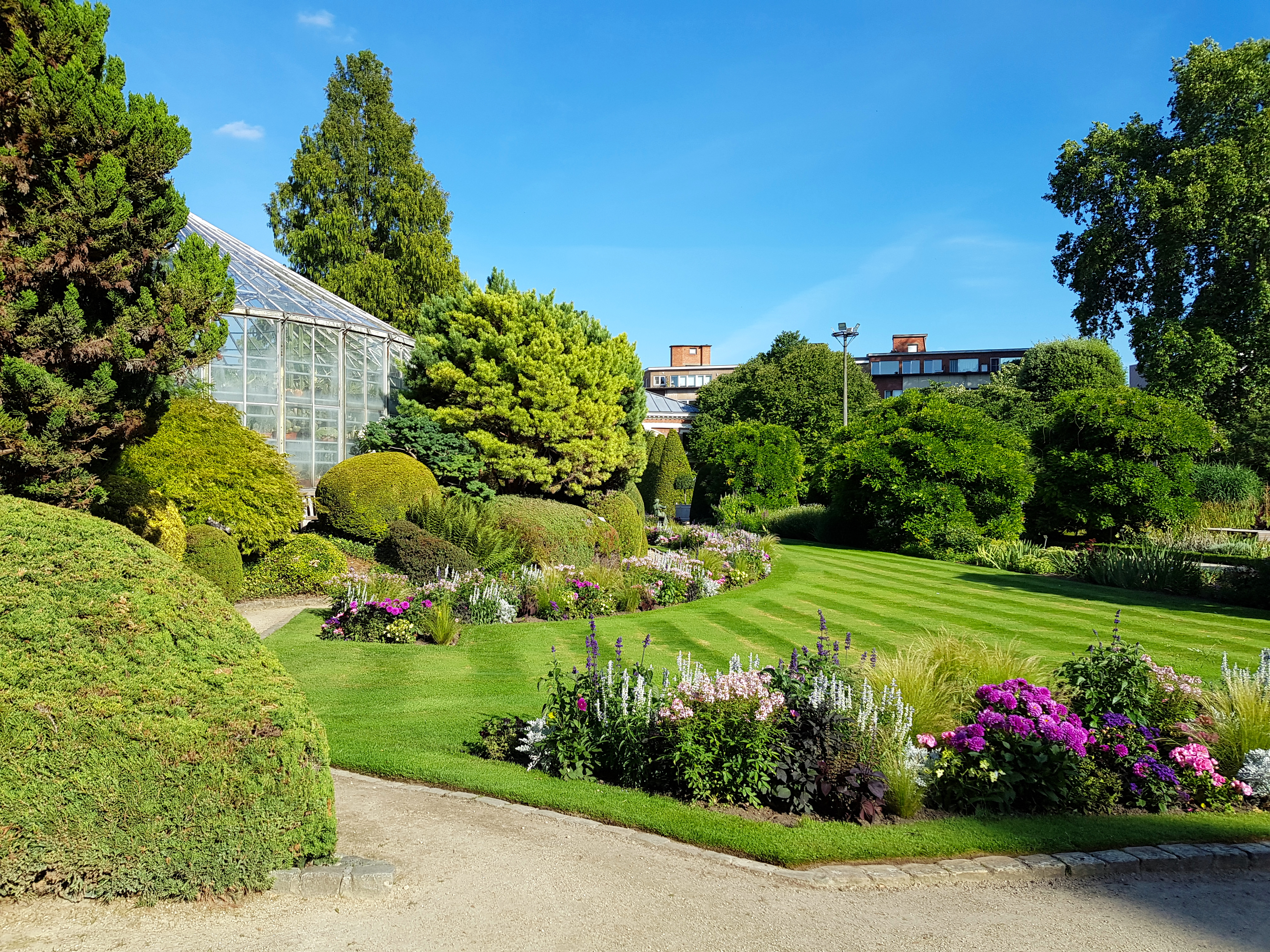